# Cyphon americanus
Cyphon americanus är en skalbaggsart som beskrevs av Maurice Pic 1913. Cyphon americanus ingår i släktet Cyphon och familjen mjukbaggar. Inga underarter finns listade i Catalogue of Life.